# Trädäck

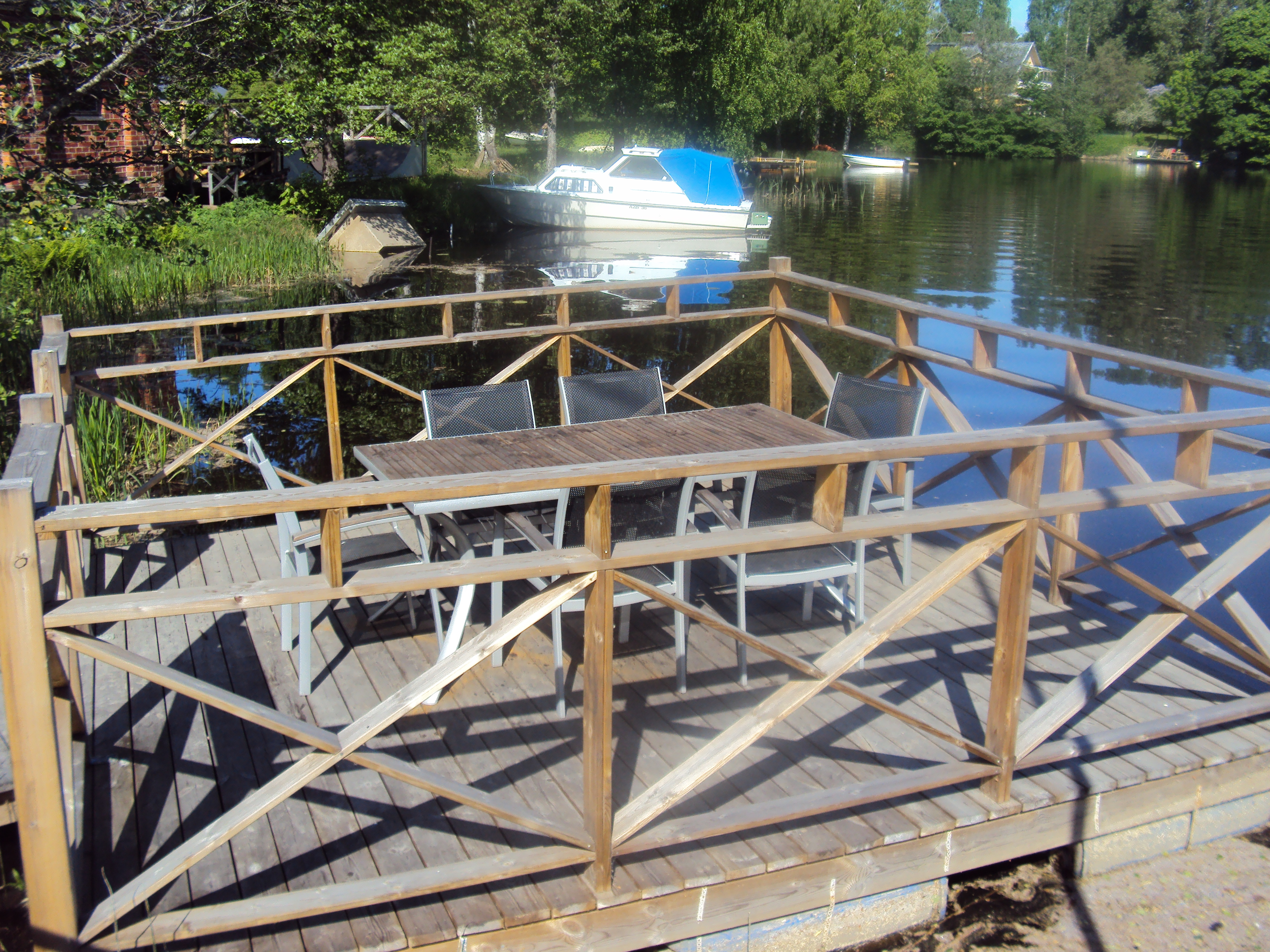
Trädäck i Gavelhytteån

Trädäck är ett golv av trä som anläggs i markplanet utanför ett hus, vanligen en villa eller ett flerfamiljshus med butiker eller gemensamhetsinrättningar.
Vanligen läggs brädor med en liten spalt för att låta regnvattnet rinna undan. Trädäck blir vanligare jämfört med gräsmatta under 2000-talet. Allteftersom trädäcken blivit större har själva ordet fått ersätta synonymerna altan och veranda.